# Andenhausen
Andenhausen là một đô thị thuộc huyện Wartburg trong bang Thüringen, nước Đức. Đô thị này có diện tích 1,54 km², dân số thời điểm 31 tháng 12 năm 2006 là 235 người.